# 霍爾姆斯瓦利 (佛羅里達州)
霍爾姆斯瓦利（英語：Holmes Valley）是位於美國佛羅里達州華盛頓縣的一個非建制地區。該地的面積和人口皆未知。

## 地理
霍爾姆斯瓦利的座標為30°34′36″N 85°44′35″W / 30.57667°N 85.74306°W，而該地的平均海拔高度為60米（即197英尺）。